# Pseudechiniscus insolitus
Pseudechiniscus insolitus är en djurart som tillhör fylumet trögkrypare, och som beskrevs av Walter Maucci 1991. Pseudechiniscus insolitus ingår i släktet Pseudechiniscus och familjen Echiniscidae. Inga underarter finns listade i Catalogue of Life.